# 퇴계초등학교
퇴계초등학교(退溪初等學校)는 대한민국 강원특별자치도 춘천시에 있는 공립 초등학교이다.

## 연혁
- 2021년 3월 1일 : 개교 (자율학교)

## 같이 보기
- 퇴계중학교